# ショッタリー

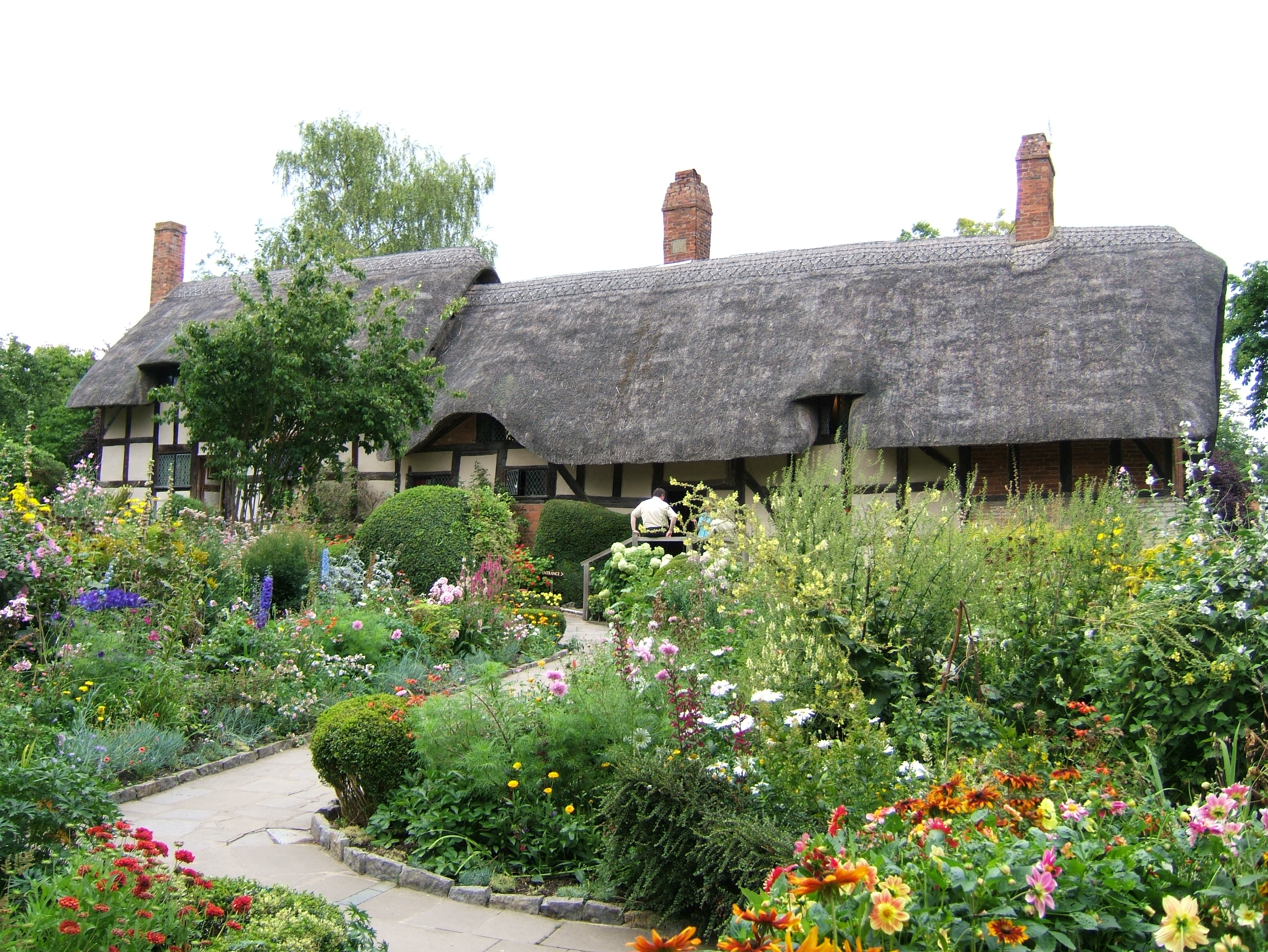
ショッタリーにあるアン・ハサウェイのコテージ

ショッタリー(英語: Shottery)はストラトフォード＝アポン＝エイヴォンの街の中心部から1.6キロメートルほど西にある小さな村である。ストラトフォード＝アポン＝エイヴォンの街とは違う雰囲気を有する村ではあるものの、今では街の一部と見なされている。

## 歴史と特色
村には村役場があり、中等教育学校がひとつとショッタリー女子グラマースクールの他、小規模な小学校であるショッタリー聖アンドルーイングランド国教会小学校が19世紀半ばから存在する。小学校は何度も地方自治体の予算カットで閉鎖されそうになったが、そのたびに地元住民が必要な資金を集めて学校を維持してきた。
パブが一軒あり、ベル・イン(Bell Inn)という名前である。サンタルチアイタリア料理店がパブの向かいにあったが、現在は閉店した。イタリア料理店だった建物は長いこと食堂として使われており、ヴィクトリア朝時代には禁酒運動のスープキッチンであった。ショッタリー・ヴィレッジ・ストア郵便局もあったが、1990年代になくなって、この建物には現在は私宅が入っている。
地域の公園であるショッタリー・フィールズにはふたつのサッカー場と子どもの遊び場がある。この公園には中世に農地として使われていたなごりである特徴的な溝の起伏があり、日没時の公園でこれを目にすることができる。公園には街の中心につながるフットパスもある。

## スポーツ
村にはラグビークラブであるショッタリーRFCがあり、南ストラトフォード、ロクスリー・ロードのピアースクロフトにあるストラトフォードラグビー場を本拠地としている。クラブは聖アンドルー教会の教区牧師であったデイヴィド・キャプロン師により1984年に設立された。

## 観光
ショッタリーにはウィリアム・シェイクスピアの妻となったアン・ハサウェイが子ども時代に住んでいた家があり、この家がある地所はアン・ハサウェイのコテージとして知られている。このコテージのおかげでショッタリーはニューヨーク・タイムズの読者が選ぶ世界の観光地52選に選ばれており、観光客の間で非常に人気がある。しかしながらこの家が本当にアン・ハサウェイが子ども時代を過ごした場所であるのかということについて、シェイクスピア研究者の間で完全に合意がとれているわけではない。
2012年の末頃から、シェイクスピア・バースプレイス・トラストがアン・ハサウェイのコテージ近辺の土地を不動産開発業者に売却するという計画を立てたが、地元の住民は環境や観光への悪影響を懸念し、反発した。Save Shotteryという反対運動キャンペーンが立ち上げられ、署名集めも行われた。ストラトフォード＝アポン=エイヴォンの議会も開発に反対したが、2015年にシェイクスピア・バースプレイス・トラストはこの土地の売却を決めた。